# Money Money麥克瘋
《Money Money麥克瘋》是由全能製作公司製作，於東森綜合台播出。該節目播出日期於2008年7月14日至2008年11月28日為止。節目強調不比音準、不比音色，也不比外型、外貌、氣質、長相等如何，只強調只要歌詞記得牢，就可以參加比賽。
節目名稱的「麥克瘋」，即取「麥克風」作為諧音，因「麥克」有「錢」的意思，為了「麥克」而「瘋」，故因此而命名之。

## 節目播出
每週一至每週五晚間九點的時間播出，每集節目播出六十分鐘（含廣告）。

## 遊戲單元

### 徐乃麟時期
每集節目，製作單位邀請三位參賽者進行遊戲。

#### 誰搶走我的麥克風
誰搶走我的麥克風是第一部分的資格賽，由一位大來賓進行「歌詞接龍」的遊戲，由電腦隨機選擇歌曲。只要參賽者能夠唱出必須要接唱的歌詞，即可獲得一分；若唱歌同時，出現忘記歌詞、脫拍、或唱錯字的情況，均屬失敗，不得分。
每位參賽者有兩回回答歌詞的機會（該回合最高可得二分），無論分數多寡，仍可繼續進行第二回合的資格賽。
以伊能靜《悲傷茱麗葉》為例，當出題來賓唱到「故事沒有結束　就劃下句點」時，參賽者就必須唱出「時光隧道喚醒　沉睡的夢魘」，才能得分。
此單元無求任何救法可使用。

#### Money Money克漏字
Money Money克漏字是第二部份的資格賽，製作單位也會隨機選出歌曲，供三位來賓歌唱。每首歌曲，製作單位會隨機選出歌曲後，還會以「填空題」的方式，請參賽來賓唱出歌曲。無論填空的字數有多少，一詞是一個字至四個字不等，對一個填空處得一分，最多十個填空處，全對可得十分。
如果兩回合的資格賽分數最低者，則該參賽者失去奪得獎金的機會。該回合會取一名落敗的參賽者退出遊戲。
例如以《悲傷茱麗葉》為例，有可能題目是「＿＿沒有結束　就劃下＿＿　時光隧道喚醒　沉睡的＿＿」，這三個填空處，依序是「故事」、「句點」、「夢魘」等答案。
此單元無任何求救法可使用。

#### 愛唱九宮格
愛唱九宮格是前兩回合分數較高，且存活的兩名參賽者必須一較高下的比賽。製作單位會先秀出九個要比賽的歌曲，接著，電腦會隨機將該九首歌曲隨意置放於這九宮格內的任一位置，前兩回合的最高分參賽者，以猜拳決定先攻還是後攻，並開始進行遊戲。
若正在唱歌的參賽者唱對，則可「佔『格』為王」；反之唱錯，則由另外一個對手「自動佔『格』為王」。參賽者必須連成直、橫、斜一線，或是取得五格，即可獲勝，取得獎金資格賽，並保證取得新台幣五千元的獎金；敗者無此資格，並遭淘汰。
此單元會邀請出題來賓進行「歌唱接龍」，此時來賓唱到一個段落的時候，也與誰搶走我的麥克風相同，就要唱出該句歌詞，但可以稍微脫拍，回想歌詞。
歌唱者若對一首歌沒信心，可以在歌唱前，於「智囊團」之中選擇一位能夠幫忙唱完該題的觀眾幫忙唱，以確保能夠過關斬將。但每位參賽者只能使用一次「智囊團」這個求救法，不可使用二次以上。「智囊團」是會舉著「我會」的牌子，表示該名觀眾會唱該首歌，參賽者可以擇一請求幫忙。

#### 三萬獎金挑戰賽
三萬獎金挑戰賽是最後取得該資格的參賽者進行的遊戲。該名參賽者進行五首歌曲的「歌唱接龍」。同樣也是請出題大來賓出題，唱到一個段落，就請參賽者唱出該段歌詞。
參賽者可有兩次失誤的機會，若達到三次失誤，則無法取得新台幣三萬元整的獎金，只能取得九宮格生死鬥內的基本獎金。取得新台幣三萬元的獎金的唯一途徑，是必須累計五次正確答案，方可獲得。
此單元內，無任何求救法可使用。

### 黃韻玲、袁惟仁時期
每集節目，黃韻玲、袁惟仁PK。兩隊有兩名成員

#### Money Money克漏字
同徐乃麟時期

## 抄襲疑雲
有眼尖的網友指出，《Money Money麥克風》的部份陳設內容，以及〈Money Money克漏字〉兩單元，都疑似抄襲美國國家廣播公司節目《歌唱蜜蜂》。

## 註解
1. ↑  《自由時報》：《麥克瘋》爆抄襲，《大歌星》歡迎跟進 （页面存档备份，存于），2008年8月7日查閱。